# قرار مجلس الأمن التابع للأمم المتحدة رقم 897
قرار مجلس الأمن التابع للأمم المتحدة رقم 897، المتخذ بالإجماع في 4 شباط / فبراير 1994، بعد إعادة التأكيد على القرارين 733 (1992) و886 (1992) وجميع قراراته اللاحقة بشأن الصومال، ناقش المجلس دور عملية الأمم المتحدة الثانية في الصومال في عملية السلام في البلاد.
وأكد مجلس الأمن من جديد قراره بمواصلة ولاية بعثة الأمم المتحدة الثانية في الصومال حتى 31 أيار / مايو 1994، بهدف استكمال مهمتها بحلول آذار / مارس 1995. كان من المهم أن تتقيد جميع الأطراف بالالتزامات التي أبرمتها في الاتفاقات، لا سيما وأن الاتفاقات الموقعة في أديس أبابا كانت الأساس لحل النزاع. وأعرب المجلس عن قلقه إزاء حشد الفصائل الصومالية أسلحة في عدة مناطق من البلاد. وأدان استمرار أعمال القتال واللصوصية ضد عمال الإغاثة وقوات حفظ السلام، وتم التشديد على نزع السلاح من أجل إحلال السلام. وقد أحيا المجلس ذكرى من لقوا حتفهم وكرر التأكيد على الأهمية التي تولى لسلامتهم. علاوة على ذلك، كان من المهم إنشاء مجالس المقاطعات والأقاليم، ومجلس وطني، وشرطة ونظام قانوني، مع التأكيد على التزام المجتمع الدولي في هذه العملية.
وموكداَ أن الوضع في الصومال لا يزال يشكل تهديدًا للسلم والأمن الدوليين، قرر المجلس، بموجب الفصل السابع من ميثاق الأمم المتحدة، تعديل ولاية عملية الأمم المتحدة الثانية في الصومال على النحو التالي:
(أ) المساعدة في تنفيذ اتفاقات السلام، ولا سيما فيما يتعلق بنزع السلاح واحترام وقف إطلاق النار؛
(ب) حماية الموانئ والمطارات وغيرها من البنى التحتية الأساسية وخطوط الاتصال؛
(ج) إيصال المساعدات الإنسانية؛
(د) المساعدة في إعادة تنظيم الشرطة والقضاء؛
(هـ) المساعدة في إعادة توطين المشردين واللاجئين؛
(و) المساعدة في العملية السياسية في الصومال من أجل تشكيل حكومة منتخبة ديمقراطياً؛
(ز) حماية العاملين في الأمم المتحدة والمنظمات الإنسانية الدولية.
كما عزز البعثة إلى 22,000 فرد. أعطيت المناطق الأكثر أمانًا في الصومال الأولوية في إعادة الإعمار. وبعد إعادة التأكيد على استمرار حظر الأسلحة المفروض على البلاد، حث المجلس الأطراف الصومالية على التعاون مع بعضها البعض ومع عملية الأمم المتحدة الثانية في الصومال، واحترام وقف إطلاق النار والامتناع عن العنف ضد موظفي الأمم المتحدة والعاملين في المجال الإنساني.
وطُلب من الأمين العام إجراء اتصالات مع الأطراف الصومالية بعد مشاورات مع منظمة الوحدة الأفريقية وجامعة الدول العربية للاتفاق على جدول زمني لتنفيذ اتفاقيات أديس أبابا. ومن المتوقع أن تكتمل العملية بحلول آذار / مارس 1995. وأخيراً، طُلب من بطرس غالي أن يقدم تقريراً إلى المجلس في الوقت المناسب قبل 31 أيار / مايو 1994 بشأن الحالة.

## روابط خارجية
- نص القرار في undocs.org